# Взятие Дамаска (1920)
Взятие Дамаска (араб. احتجاجات دمشق 1920‎) — решающее событие франко-сирийской войны, в ходе которого французские войска без какого бы то ни было сопротивления со стороны арабов овладели столицей королевства Сирия городом Дамаском. В результате оккупации города французами государство прекратило своё существование и над его территорией был установлен режим управления Франции по мандату Лиги Наций.

## Ход событий
Начавшаяся после провала переговоров Фейсала I с премьер-министром Франции Жоржем Клемансо в январе 1920 года франко-сирийская война ставила под вопрос существование арабского королевства Сирия. Понимая всю безысходность положения, 14 июля того же года король Фейсал сложил оружие и сдался в плен; но министр обороны королевства Юсуф аль-Азма, отказавшись повиноваться королю, двинул войска  в ущелье Майсалун с целью не допустить дальнейшего продвижения французов вглубь территории Сирии. Однако в сражении в ущелье Майсалун французы нанесли арабам сокрушительное поражение. 24 июля их части без какого бы то ни было сопротивления заняли Дамаск. 25 июля были образованы правительственные органы профранцузской направленности во главе с Ала ад-Дином ат-Таруби.